# Дом Пушниковых
Дом Пушниковых — старинное здание в историческом центре Нижнего Новгорода. Построен в 1833—1848 годах по проекту академика архитектуры Императорской Академии художеств И. Е. Ефимова.
Бывшая городская усадьба занимает важное градостроительное положение, формируя угол пересечения улицы Ильинской и Крутого переулка. Является памятником классицистической архитектуры Нижнего Новгорода. Связана с нижегородскими купцами Пушниковыми, род которых известен с XVII века.

## История
Нижегородский купец третьей гильдии Гаврила Андреевич Пушников в начале XIX века имел во владении на Ильинской улице усадьбу с деревянным домом и службами. В 1825 году после утверждения нового генерального плана Нижнего Новгорода архитектор И. Е. Ефимов выстроил купцу новый деревянный дом с каменным флигелем во дворе, а в 1831—1833 годах — кирпичный дом в пять окон по парадному фасаду, с хорошо прорисованными классицистическими наличниками крайних окон.
24 февраля 1848 года купец просил Нижегородскую строительную комиссию о разрешении на пристройку каменного одноэтажного флигеля по план-фасадам, составленным губернским архитектором А. Е. Турмышевым. После проверки на соответствие проекта изданным правительством «образцовым» фасадам строительство было выполнено.
Архитектура усадьбы Пушниковых имела рядовой характер для застройки Нижнего Новгорода XIX века, но остаётся памятником градостроительных преобразований города по планам 1824 и 1839 годов, свидетелем жизни и деятельности известного с XVII века рода нижегородских купцов и промышленников Пушниковых.